# 阿罗约德莱恩科缅达
阿罗约德莱恩科缅达，是西班牙卡斯蒂利亚-莱昂巴利亚多利德省的一个市镇。总面积12平方公里，总人口4588人（2001年），人口密度382人/平方公里。